# 梁汝嘉
梁汝嘉（1096年—1153年），字仲谟，丽水（今浙江丽水）人，宋代政治人物。1127年，担任武进县知县。后升任常州通判。绍兴二年(1132)，以转运副使代理临安知府。绍兴三年，任临安知府。绍兴十一年，任明州知州。后任温、宣等知府。在户部时，朝议以国用不足，欲缩减州县养士余粮以助军需。汝嘉奏言“学校者，教化之源，不可一日废”，为朝廷采纳。曾捐地以建斋庐。
汝嘉素善秦桧，殿中侍御史周葵将按之。汝嘉闻，绐中书舍人林待聘曰：“副端将论君。”待聘亟告桧，徙葵起居郎。葵入后省，出疏示待聘曰：“梁仲谟何其幸也。”待聘始知为汝嘉所卖，士大夫以是薄汝嘉。汝嘉求去，以宝文阁直学士提举太平观。未几，升学士、知明州，兼浙西沿海制置使，更温、宣、鼎三郡，复奉祠以归。
论曰：君子之论人，亦先观其大者而已矣。忠孝，人之大节也，胡纮导其君以短丧，不得谓之忠；何澹疑所生继母之服，士论纷纭而后去，不可以为孝。彼于其大者且忍为之，则其协比权奸，诬构善类，亦何惮而不为乎？谢深甫出处，旧史泯其迹，若无可议为者。然庆元之初，韩侂胄设伪学之禁，网罗善类而一空之，深甫秉政，适与之同时，诿曰不知，不可也。况于一劾陈傅良，再劾赵汝愚，形于深甫之章，有不可揜者乎？陈自强、郑丙、许及之辈，狐媚苟合，以窃贵宠，斯亦不足论已。若林栗之有治才，善论事，高文虎之自负该洽，京镗之仗义秉礼，志信于敌国，抑岂无足称者。然栗以私忿诋名儒，不为清议所与，而文虎草伪学之诏，以是为非，以正为邪，变乱白黑，以欺当世，其人可知也。镗暮年得政，朋奸取容，既愧其初服矣，况伪学之目，识者以为镗实发之乎？士君子立身行事，一失其正，流而不知返，遂为千古之罪人，可不惧哉！可不惧哉！
绍兴二十二年，汝嘉以宝文阁学士、右通议大夫致仕。二十三年卒，追赠少师，爵缙云郡公。《宋史》传评：“汝嘉长于吏治，在临安风绩尤著。”

## 延伸阅读
[在维基数据编辑]
 《宋史·卷394》，出自脱脱《宋史》